# Denierella freyi
Denierella freyi es una especie de coleóptero de la familia Meloidae.

## Distribución geográfica
Habita en Birmania.